# Acko Ankarberg Johansson
AnnCharlotte Acko Linnea Cecilia Ankarberg Johansson, ogift Ankarberg, född 29 oktober 1964 i Öggestorps församling i Jönköpings län, är en svensk politiker (kristdemokrat). Sedan 2022 är hon Sveriges sjukvårdsminister i regeringen Kristersson.
Hon är ordinarie riksdagsledamot sedan 2018, invald för Jönköpings läns valkrets, och var ordförande i socialutskottet i riksdagen mellan 2018 och 2022. Hon var dessförinnan Kristdemokraternas partisekreterare 2010–2018, och kommunstyrelsens ordförande i Jönköpings kommun 2007–2010.

## Biografi
Acko Ankarberg Johansson är uppvuxen i Jönköping. Hon är dotter till begravningsentreprenören Curt Ankarberg och var tidigare medarbetare på hans företag Ankarbergs Begravningsbyrå i Jönköping.
Hon är sedan 1987 gift med Bo Johansson (född 1960), och de är bosatta i Huskvarna.

### Politisk karriär
Hon började sin politiska karriär som fritidspolitiker för Kristdemokraterna (dåvarande KDS) i Jönköpings kommun 1986. År 1998 var hon partiets toppkandidat i kommunalvalet, och från 1999 var hon heltidspolitiker, till en början som oppositionsråd 1999–2006. Mellan 2007 och 2010 var hon kommunstyrelsens ordförande, som den första kvinnan på posten. Under åren 1999–2002 var hon vice ordförande i Svenska Kommunförbundets socialberedning. Hon var även ordförande för Beredningen för samhällsbyggnad i Sveriges Kommuner och Landsting. Hon var ledamot för Regionförbundet Jönköpings län och ledamot i Kristdemokraternas partistyrelse.
Hon var 2003–2007 ledamot i Ansvarskommittén, som utredde hur det offentliga Sverige bör organiseras. År 2007 utsågs hon av regeringen och statsrådet och partikamraten Maria Larsson till särskild utredare av fritt val inom äldre- och handikappomsorgen. Utredningen kom att ligga till grund för införandet av lagen om valfrihetssystem (LOV). Den 14 januari 2010 utsågs Ankarberg Johansson av regeringen till styrelseordförande för Trafikverket för perioden 1 april 2010 till 30 juni 2011.
Efter valet 2010 utsågs Ankarberg Johansson till Kristdemokraternas partisekreterare, en post hon innehade till hösten 2018 då hon aviserade sin avgång. När Göran Hägglund avgick som partiledare 2015 var hon en av kandidaterna i partiledarvalet, men drog tillbaka sin kandidatur med motiveringen att hennes stöd var för lågt.
Efter att högeroppositionen vunnit riksdagsvalet 2022 utsågs hon till sjukvårdsminister och statsråd i socialdepartementet i regeringen Kristersson.